# Villamediana
Villamediana település Spanyolországban, Palencia tartományban. Villamediana Magaz de Pisuerga, Villalobón, Valdeolmillos, Monzón de Campos, Amusco, Astudillo, Torquemada, Villaviudas és Reinoso de Cerrato községekkel határos. Lakosainak száma 183 fő (2024).

## Népesség
A település népessége az elmúlt években az alábbi módon változott:
| Lakosok száma | 241  | 229  | 216  | 196  | 191  | 185  | 184  | 175  | 184  | 183  |
|               | 2001 | 2004 | 2007 | 2009 | 2012 | 2014 | 2017 | 2019 | 2022 | 2024 |